# Jesús González Reyes
José de Jesús González Reyes (Tijuana, México. 10 de marzo de 1961) es un político mexicano, miembro del Partido Acción Nacional. Es reconocido por haber sido el 19° presidente municipal de Tijuana. Cuenta con estudios en Relaciones Comerciales en el Instituto Tecnológico Regional de Tijuana y Administración en el South Western College, de Chula Vista.

## Trayectoria política
En 1991 se convirtió en el diputado federal más joven de Baja California, por la demarcación del entonces distrito II de Tijuana e integró la LV Legislatura del Congreso de la Unión. Durante ese periodo fue integrante de la Comisión de asentamientos humanos, de la Comisión de asuntos fronterizos y la de relaciones internacionales. También fue integrante de la comisión para la redacción de la Ley General de Asentamientos Humanos. En 1995 fue designado Oficial Mayor para el XV Ayuntamiento de Tijuana.
En 1997 fue una vez más electo diputado federal por la misma área geográfica de Tijuana, pero con otra nomenclatura, el distrito 6. Como diputado de la LVII Legislatura del Congreso de la Unión fue secretario de la Comisión de asuntos fronterizos e integró la Comisión de comercio y fortalecimiento del federalismo. 
Entre los reconocimientos que ha recibido, destaca el nombramiento de Hombre del Año por parte del Semanario Zeta en 1991 y 2001. Recibió también el Reconocimiento al Liderazgo por la Cámara Nacional de Comercio Hispana de Washington. En 1993 participó en el Seminario de Asentamientos Humanos de la Organización de las Naciones Unidas en Nairobi, Kenia.
En las  elecciones de 2001 contendió por la Presidencia Municipal de Tijuana, venciendo al candidato priísta Jaime Martínez Veloz, para el término 2001-2004. En 2003 fungió como expositor en el Foro de Riesgos de Catástrofes Naturales organizado por la UNESCO en París, Francia. Además, recibió el segundo lugar en la competencia internacional de Desarrollo Sustentable Urbano y Energético, Tokio Japón.
Tras su gestión como alcalde, fue operador político del PAN en los procesos electorales de Coahuila y Sonora en 2009, como lo había hecho en Baja California Sur en 1996, Yucatán en 1994, Sinaloa en 1993 y Chihuahua en 1992 en donde logró la victoria de municipios donde nunca en la historia el Partido Acción Nacional había ganado. 
Actualmente ocupa un cargo en el Comité Directivo Estatal del Partido Acción Nacional en Baja California y comparte su tiempo en actividades empresariales y como socio en un despacho de consultoría y asesoría a empresas en temas de gobierno.